# Мадона дел Сасо
Мадона дел Сасо (итал. Madonna del Sasso) је насеље у Италији у округу Вербано-Кузио-Осола, региону Пијемонт.
Према процени из 2011. у насељу је живело 446 становника. Насеље се налази на надморској висини од 685 м.

## Становништво
Према резултатима пописа становништва 2011. у општини је живело 396 становника.
| 1936. | 1951. | 1961. | 1971. | 1981. | 1991. | 2001. | 2011. |
| ----- | ----- | ----- | ----- | ----- | ----- | ----- | ----- |
| 743   | 653   | 610   | 495   | 456   | 417   | 446   | 396   |